# Navolato
Navolato là một đô thị thuộc bang Sinaloa, México. Năm 2005, dân số của đô thị này là 135681 người.